# Charles Clermont-Ganneau
Charles Simon Clermont-Ganneau (ur. 19 lutego 1846 w Paryżu, zm. 15 lutego 1923 tamże) − francuski orientalista, archeolog i dyplomata.

## Życiorys
Clermont-Ganneau urodził się w Paryżu. Był synem rzeźbiarza. Studiował w Narodowym Instytucie Języków i Kultur Orientalnych w Paryżu. Po wstąpieniu do służby dyplomatycznej został dragomanem w konsulacie francuskim w Jerozolimie, następnie zaś w Stambule. Zdobył międzynarodową sławę dzięki przygotowaniu odbitki Steli Meszy, odnalezionej w Zibanie w Jordanii w 1868. Stela ta jest najstarszym znanym zapisanym dokumentem semickim. W 1871 znalazł w Jerozolimie kamień, który pierwotnie umieszczony był w świątyni jerozolimskiej z napisem zakazującym poganom (αλλογενή gr. "cudzoziemcom") pod groźbą śmierci wejścia na dziedziniec przeznaczony dla żydów, a 1880 sporządził odbitkę napisu dedykacyjnego z kanału Ezechiasza, odprowadzającego wodę ze źródła Gihon (z arab. Ain Sitti Mariam) do sadzawki Siloe. Clermont-Ganneau pomógł w identyfikacji Gezer (dzisiejsze Tell Dżezer). Zidentyfikował dzielnicę żydowską na Elefantynie w Egipcie.
W 1874 rząd brytyjski zatrudnił go jako szefa wyprawy archeologicznej do Palestyny. Wśród szeregu odkryć wymienić należy grobowiec starotestamentalnego Szebny w Silwan w Jerozolimie. Zidentyfikował przypuszczalne Azal (hebr. אצל) w Wadi Yasul na południe od Jerozolimy. Archeolog przeprowadził pierwsze sondaże w Emmaus Nicopolis.
Na kolejne ekspedycje wysyłał go też rząd francuski: do Syrii i nad Morze Czerwone. W 1875 otrzymał Legię Honorową. W latach 1880–1882 był wicekonsulem w Jaffie. Po powrocie do Francji został dyrektorem Szkoły Języków Wschodnich i profesorem Collège de France. W 1889 został członkiem Académie des Inscriptions et Belles-Lettres. W 1896 promowano go na konsula generalnego, w 1906 na ministra pełnomocnego.

## Publikacje
Obok licznych artykułów w czasopismach naukowych orientalista opublikował:
- Palestine inconnue (1886)
- Etudes d'archéologie orientale (1880 i kolejne)
- Les Fraudes archéologiques (1885)
- Receuil d'archéologie orientale (1885 i kolejne)
- Album d'antiquites orientales (1897 i kolejne)
- (1896): Archaeological Researches in Palestine 1873-1874, tłum z francuskiego J. McFarlane, Palestine Exploration Fund, London. Tom 1
- (1896): Archaeological Researches in Palestine 1873-1874, tłum z francuskiego J. McFarlane, Palestine Exploration Fund, London. Tom 2